# FIFA Pilota d'Or

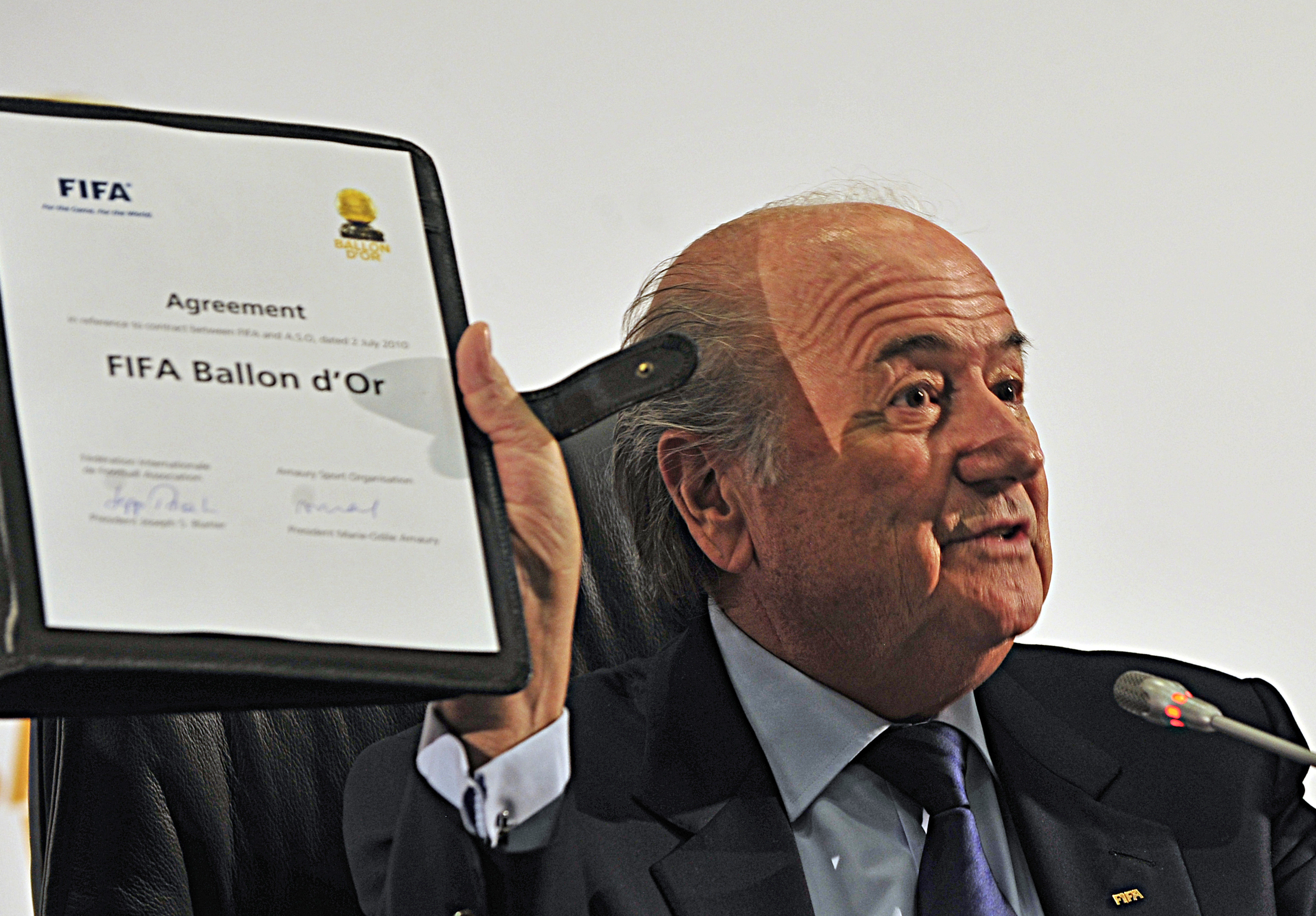
Joseph Blatter, president de la FIFA, amb el decret de creació del guardó.

El FIFA Pilota d'Or és un premi individual, instaurat el 5 de juliol de 2010, que es concedeix anualment al millor jugador i jugadora de futbol del món, així com al millor entrenador/a d'equips masculins com femenins.
Aquest premi és el resultat de la unificació dels premis Pilota d'Or, concedit per la revista France Football, i el FIFA World Player, concedit per la Federació Internacional de Futbol Associació (FIFA).
La primera entrega del guardó es va realitzar el 10 de gener de 2011 a la ciutat de Zúric (Suïssa).

## Historial

### Millor jugador
| Any          | Pos.              | Jugador   | Nacionalitat    | Equip  | Vots |
| ------------ | ----------------- | --------- | --------------- | ------ | ---- |
| 2010 Detalls |                   |           |                 |        |      |
| 1r           | Lionel Messi      | Argentina | FC Barcelona    | 22,65% |      |
| 2n           | Andrés Iniesta    | Espanya   | FC Barcelona    | 17,36% |      |
| 3r           | Xavi Hernández    | Catalunya | FC Barcelona    | 16,48% |      |
| 2011 Detalls |                   |           |                 |        |      |
| 1r           | Lionel Messi      | Argentina | FC Barcelona    | 47,88% |      |
| 2n           | Cristiano Ronaldo | Portugal  | Reial Madrid    | 21,60% |      |
| 3r           | Xavi Hernández    | Catalunya | FC Barcelona    | 9,23%  |      |
| 2012 Detalls |                   |           |                 |        |      |
| 1r           | Lionel Messi      | Argentina | FC Barcelona    | 41,60% |      |
| 2n           | Cristiano Ronaldo | Portugal  | Reial Madrid    | 23,68% |      |
| 3r           | Andrés Iniesta    | Espanya   | FC Barcelona    | 10,91% |      |
| 2013 Detalls |                   |           |                 |        |      |
| 1r           | Cristiano Ronaldo | Portugal  | Reial Madrid    | 27,99% |      |
| 2n           | Lionel Messi      | Argentina | FC Barcelona    | 24,72% |      |
| 3r           | Franck Ribéry     | França    | Bayern de Múnic | 23,36% |      |
| 2014 Detalls |                   |           |                 |        |      |
| 1r           | Cristiano Ronaldo | Portugal  | Reial Madrid    | 37,60% |      |
| 2n           | Lionel Messi      | Argentina | FC Barcelona    | 15,76% |      |
| 3r           | Manuel Neuer      | Alemanya  | Bayern de Múnic | 15,72% |      |

### Millor jugadora
| Any          | Pos.             | Jugadora     | Nacionalitat           | Equip  | Vots |
| ------------ | ---------------- | ------------ | ---------------------- | ------ | ---- |
| 2010 Detalls |                  |              |                        |        |      |
| 1a           | Marta            | Brasil       | FC Gold Pride          |        |      |
| 2a           | Birgit Prinz     | Alemanya     | 1. FFC Frankfurt       |        |      |
| 3a           | Fatmire Bajramaj | Alemanya     | 1. FFC Turbine Potsdam |        |      |
| 2011 Detalls |                  |              |                        |        |      |
| 1a           | Homare Sawa      | Japó         | INAC Kobe Leonessa     | 28,51% |      |
| 2a           | Marta            | Brasil       | Western New York Flash | 17,28% |      |
| 3a           | Abby Wambach     | Estats Units | magicJack              | 13,26% |      |
| 2012 Detalls |                  |              |                        |        |      |
| 1a           | Abby Wambach     | Estats Units | magicJack              | 20,67% |      |
| 2a           | Marta            | Brasil       | Western New York Flash | 13,50% |      |
| 3a           | Alex Morgan      | Estats Units | Seattle Sounders Women | 10,87% |      |
| 2013 Detalls |                  |              |                        |        |      |
| 1a           | Nadine Angerer   | Alemanya     | Brisbane Roar FC       | 17,97% |      |
| 2a           | Abby Wambach     | Estats Units | Western New York Flash | 15,49% |      |
| 3a           | Marta            | Brasil       | Tyresö FF              | 14,43% |      |
| 2014 Detalls |                  |              |                        |        |      |
| 1r           | Nadine Keßler    | Alemanya     | VfL Wolfsburg          | 17,52% |      |
| 2n           | Marta            | Brasil       | FC Rosengård           | 14,16% |      |
| 3r           | Abby Wambach     | Estats Units | Western New York Flash | 13,33% |      |

### Millor entrenador/a d'un equip masculí
| Any          | Pos.               | Entrenador/a | Nacionalitat         | Equip  | Vots |
| ------------ | ------------------ | ------------ | -------------------- | ------ | ---- |
| 2010 Detalls |                    |              |                      |        |      |
| 1r           | José Mourinho      | Portugal     | Inter de Milà        | 35,92% |      |
| 2n           | Vicente del Bosque | Espanya      | Selecció espanyola   | 33,08% |      |
| 3r           | Josep Guardiola    | Catalunya    | FC Barcelona         | 8,45%  |      |
| 2011 Detalls |                    |              |                      |        |      |
| 1r           | Josep Guardiola    | Catalunya    | FC Barcelona         | 41,92% |      |
| 2n           | Alex Ferguson      | Escòcia      | Manchester United FC | 15,61% |      |
| 3r           | José Mourinho      | Portugal     | Reial Madrid         | 12,43% |      |
| 2012 Detalls |                    |              |                      |        |      |
| 1r           | Vicente del Bosque | Espanya      | Selecció espanyola   | 34,51% |      |
| 2n           | José Mourinho      | Portugal     | Reial Madrid         | 20,49% |      |
| 3r           | Josep Guardiola    | Catalunya    | FC Barcelona         | 12,91% |      |
| 2013 Detalls |                    |              |                      |        |      |
| 1r           | Jupp Heynckes      | Alemanya     | Bayern de Múnic      | 37,09% |      |
| 2n           | Jurgen Klopp       | Alemanya     | Borussia Dortmund    | 15,61% |      |
| 3r           | Alex Ferguson      | Escòcia      | Manchester United FC | 14,60% |      |
| 2014 Detalls |                    |              |                      |        |      |
| 1r           |                    |              |                      |        |      |
| 2n           |                    |              |                      |        |      |
| 3r           |                    |              |                      |        |      |

### Millor entrenador/a d'un equip femení
| Any          | Pos.            | Entrenador/a | Nacionalitat             | Equip  | Vots |
| ------------ | --------------- | ------------ | ------------------------ | ------ | ---- |
| 2010 Detalls |                 |              |                          |        |      |
| 1a           | Silvia Neid     | Alemanya     | Selecció alemanya        |        |      |
| 2a           | Maren Meinert   | Alemanya     | Selecció alemanya sub-20 |        |      |
| 3a           | Pia Sundhage    | Suècia       | Selecció estatunidenca   |        |      |
| 2011 Detalls |                 |              |                          |        |      |
| 1r           | Norio Sasaki    | Japó         | Selecció japonesa        | 45,57% |      |
| 2a           | Pia Sundhage    | Suècia       | Selecció estatunidenca   | 15,83% |      |
| 3r           | Bruno Biri      | França       | Selecció francesa        | 10,28% |      |
| 2012 Detalls |                 |              |                          |        |      |
| 1a           | Pia Sundhage    | Suècia       | Selecció estatunidenca   | 28,59% |      |
| 2n           | Norio Sasaki    | Japó         | Selecció japonesa        | 23,83% |      |
| 3r           | Bruno Biri      | França       | Selecció francesa        | 9,02%  |      |
| 2013 Detalls |                 |              |                          |        |      |
| 1a           | Silvia Neid     | Alemanya     | Selecció alemanya        | 30,53% |      |
| 2a           | Pia Sundhage    | Suècia       | Selecció estatunidenca   | 12,94% |      |
| 3r           | Ralf Kellermann | Alemanya     | Selecció japonesa        | 11,88% |      |
| 2014 Detalls |                 |              |                          |        |      |
| 1r/a         |                 |              |                          |        |      |
| 2n/a         |                 |              |                          |        |      |
| 3r/a         |                 |              |                          |        |      |